# Kant-en-klaar

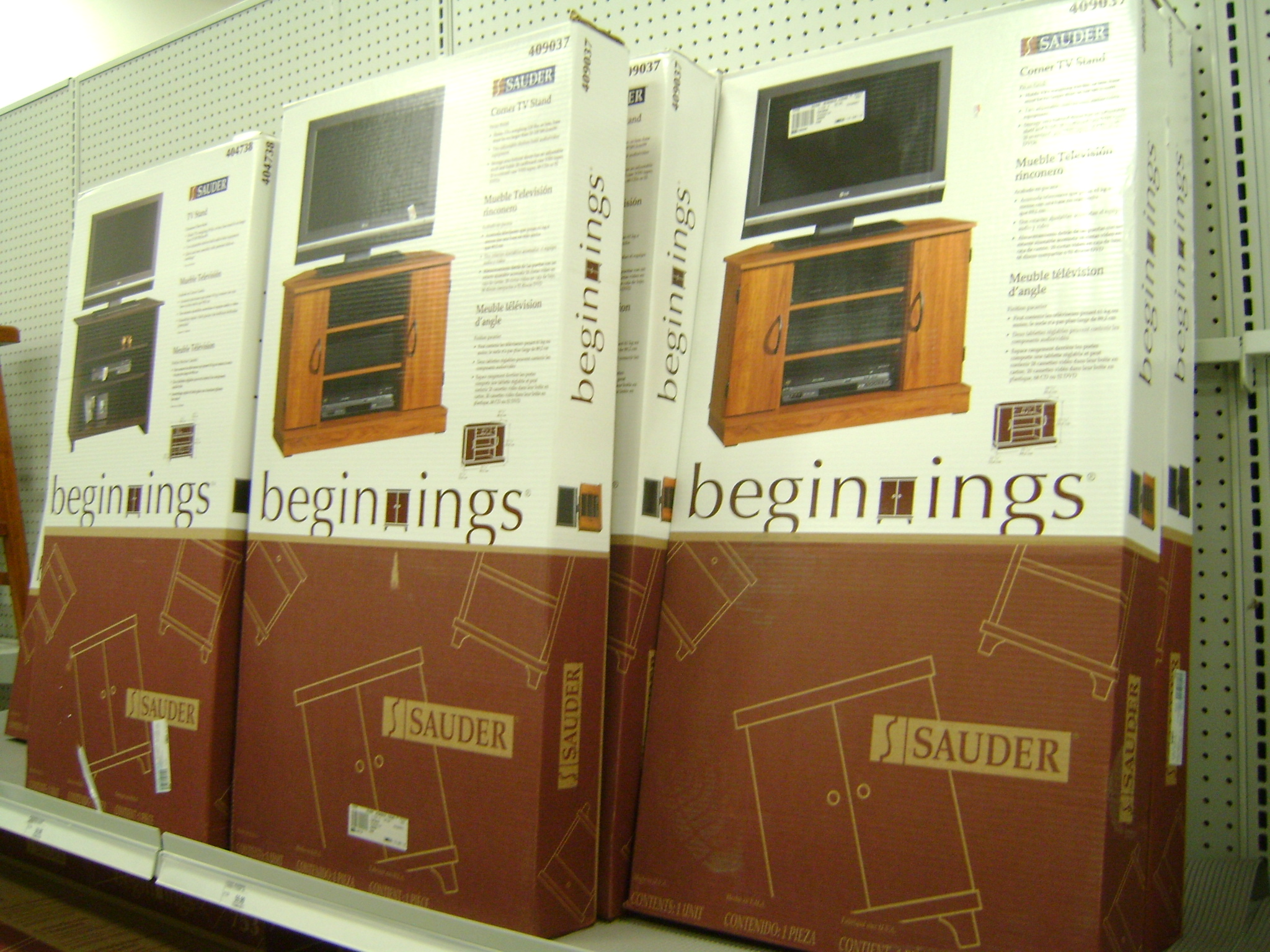
Kant-en-klare meubels als bouwpakket

Kant-en-klaar betekent 'helemaal klaar voor gebruik', 'direct toepasbaar, verwerkbaar, eetbaar, enz.' 'Kant' is hier een zeventiende-eeuws woord dat 'klaar' betekent.
Wanneer het een product betreft kan het ook gaan om iets dat na een minimale inspanning klaar is voor gebruik.
Bekend zijn de kant-en-klare maaltijden, op industriële wijze verwerkt voedsel dat geheel bereid in de verpakking zit. Al langer in de Nederlandse supermarkten te koop in de diepvries en vanaf 1990 koelvers in het koeling. Groente en vlees, maar ook rijst of aardappels zijn al gaar. Voedselproducten hoeven niet meer apart gekocht te worden want ze zitten allemaal in één verpakking. Kant-en-klaar voedsel behoeft alleen nog opgewarmd te worden in de oven of magnetron. De eerste kant-en-klare koelverse maaltijden werden in Nederland geproduceerd en geïntroduceerd in 1990.
Ook bekend zijn kant-en-klare meubels, deze worden als bouwpakket verkocht om thuis in elkaar gezet te worden.
Kant-en-klare reizen zijn de geheel verzorgde reizen, waarbij het transport, de overnachtingen, de maaltijden en de excursies zijn inbegrepen.